# Kampli
Kampli là một thị xã của quận Bellary thuộc bang Karnataka, Ấn Độ.

## Địa lý
Kampli có vị trí 15°24′B 76°37′Đ / 15,4°B 76,62°Đ Nó có độ cao trung bình là 414 mét (1358 feet).

## Nhân khẩu
Theo điều tra dân số năm 2001 của Ấn Độ, Kampli có dân số 35.386 người. Phái nam chiếm 50% tổng số dân và phái nữ chiếm 50%. Kampli có tỷ lệ 55% biết đọc biết viết, thấp hơn tỷ lệ trung bình toàn quốc là 59,5%: tỷ lệ cho phái nam là 65%, và tỷ lệ cho phái nữ là 46%. Tại Kampli, 13% dân số nhỏ hơn 6 tuổi.